# Papercuts
Paper Cuts, bedst kendt som Papercuts er et indiepop-band fra USA.

## Diskografi
- Mockingbird (2005)
- Fading Parade (2011)